# Saltos ornamentais no Campeonato Mundial de Esportes Aquáticos de 2023 - Trampolim 3 m individual masculino

A competição de saltos ornamentais na categoria trampolim 3 m individual masculino no Campeonato Mundial de Esportes Aquáticos de 2023 fora realizada nos dias 19 e 20 de julho de 2023 no Fukuoka Prefectural Pool em Fukuoka, no Japão.  Ao todo, 67 participantes de 42 Comitês Olímpicos Nacionais estavam previstos para competirem.

## Cronograma
Todos os horários estão na Hora Legal Japonesa (UTC+09).
| Data        | Hora  | Evento        |
| ----------- | ----- | ------------- |
| 19 de julho | 09:00 | Eliminatórias |
| 19 de julho | 15:50 | Semifinal     |
| 20 de julho | 18:00 | Final         |

## Formato da competição
A competição consiste em três rodadas: eliminatória, semifinal e final. Os 18 melhores saltadores nas eliminatórias avançam a semifinal, onde apenas os 12 melhores avançam até a final. Aquele com o melhor tempo garante a medalha de ouro.

## Medalhistas
| Ouro                  | Prata                 | Bronze             |
| Wang Zongyuan · China | Osmar Olvera · México | Long Daoyi · China |

## Resultados
| Pos.              | Saltador                | CON                  | Eliminatória | Eliminatória | Semifinal     | Semifinal     | Final         | Final         |
| Pos.              | Saltador                | CON                  | Pontos       | Pos.         | Pontos        | Pos.          | Pontos        | Pos.          |
| ----------------- | ----------------------- | -------------------- | ------------ | ------------ | ------------- | ------------- | ------------- | ------------- |
| Medalha de ouro   | Wang Zongyuan           | China                | 500.95       | 1            | 546.25        | 1             | 538.10        | 1             |
| Medalha de prata  | Osmar Olvera            | México               | 443.70       | 4            | 471.00        | 4             | 507.50        | 2             |
| Medalha de bronze | Long Daoyi              | China                | 452.75       | 3            | 495.80        | 2             | 499.75        | 3             |
| 4                 | Andrew Capobianco       | Estados Unidos       | 385.40       | 17           | 427.35        | 9             | 448.00        | 4             |
| 5                 | Rodrigo Diego           | México               | 419.65       | 7            | 446.45        | 6             | 439.80        | 5             |
| 6                 | Daniel Goodfellow       | Reino Unido          | 459.70       | 2            | 477.20        | 3             | 438.05        | 6             |
| 7                 | Moritz Wesemann         | Alemanha             | 408.70       | 10           | 448.45        | 5             | 433.35        | 7             |
| 8                 | Lars Rudiger            | Alemanha             | 407.35       | 11           | 409.70        | 12            | 408.25        | 8             |
| 9                 | Tyler Downs             | Estados Unidos       | 416.65       | 8            | 415.30        | 10            | 389.00        | 9             |
| 10                | Daniel Restrepo         | Colômbia             | 385.65       | 16           | 410.90        | 11            | 328.80        | 10            |
| 11                | Lorenzo Marsaglia       | Itália               | 403.20       | 12           | 430.20        | 8             | 379.75        | 11            |
| 12                | Giovanni Tocci          | Itália               | 434.80       | 5            | 435.95        | 7             | 365.95        | 12            |
| 13                | Jonathan Ruvalcaba      | República Dominicana | 399.00       | 13           | 409.45        | 13            | Não avançaram | Não avançaram |
| 14                | Ooi Tze Liang           | Malásia              | 383.60       | 18           | 402.40        | 14            | Não avançaram | Não avançaram |
| 15                | Li Shixin               | Austrália            | 393.45       | 14           | 394.55        | 15            | Não avançaram | Não avançaram |
| 16                | Alexis Jandard          | França               | 424.70       | 6            | 390.40        | 16            | Não avançaram | Não avançaram |
| 17                | Jules Bouyer            | França               | 415.25       | 9            | 389.05        | 17            | Não avançaram | Não avançaram |
| 18                | Jonathan Suckow         | Suíça                | 385.95       | 15           | 369.10        | 18            | Não avançaram | Não avançaram |
| 19                | Woo Ha-ram              | Coreia do Sul        | 382.40       | 19           | Não avançaram | Não avançaram | Não avançaram | Não avançaram |
| 20                | Liam Stone              | Nova Zelândia        | 381.25       | 20           | Não avançaram | Não avançaram | Não avançaram | Não avançaram |
| 21                | Carlos Escalona         | Cuba                 | 369.55       | 21           | Não avançaram | Não avançaram | Não avançaram | Não avançaram |
| 22                | Jordan Houlden          | Reino Unido          | 368.55       | 22           | Não avançaram | Não avançaram | Não avançaram | Não avançaram |
| 23                | Matej Neveščanin        | Croácia              | 366.50       | 23           | Não avançaram | Não avançaram | Não avançaram | Não avançaram |
| 24                | Haruki Suyama           | Japão                | 365.60       | 24           | Não avançaram | Não avançaram | Não avançaram | Não avançaram |
| 25                | Rafael Fogaça           | Brasil               | 365.55       | 25           | Não avançaram | Não avançaram | Não avançaram | Não avançaram |
| 26                | Andrzej Rzeszutek       | Polónia              | 364.70       | 26           | Não avançaram | Não avançaram | Não avançaram | Não avançaram |
| 27                | Alexander Hart          | Áustria              | 363.95       | 27           | Não avançaram | Não avançaram | Não avançaram | Não avançaram |
| 28                | Oleh Kolodiy            | Ucrânia              | 362.35       | 28           | Não avançaram | Não avançaram | Não avançaram | Não avançaram |
| 29                | Luis Uribe              | Colômbia             | 360.85       | 29           | Não avançaram | Não avançaram | Não avançaram | Não avançaram |
| 30                | Avvir Tham              | Singapura            | 359.60       | 30           | Não avançaram | Não avançaram | Não avançaram | Não avançaram |
| 31                | Nicolás García          | Espanha              | 359.05       | 31           | Não avançaram | Não avançaram | Não avançaram | Não avançaram |
| 32                | Nikolaj Schaller        | Áustria              | 358.50       | 32           | Não avançaram | Não avançaram | Não avançaram | Não avançaram |
| 33                | Yona Knight-Wisdom      | Jamaica              | 356.65       | 33           | Não avançaram | Não avançaram | Não avançaram | Não avançaram |
| 34                | Anton Down-Jenkins      | Nova Zelândia        | 353.55       | 34           | Não avançaram | Não avançaram | Não avançaram | Não avançaram |
| 35                | Yi Jae-gyeong           | Coreia do Sul        | 349.70       | 35           | Não avançaram | Não avançaram | Não avançaram | Não avançaram |
| 36                | Guillaume Dutoit        | Suíça                | 348.75       | 36           | Não avançaram | Não avançaram | Não avançaram | Não avançaram |
| 37                | Rafael Max              | Brasil               | 346.70       | 37           | Não avançaram | Não avançaram | Não avançaram | Não avançaram |
| 38                | Danylo Konovalov        | Ucrânia              | 344.45       | 38           | Não avançaram | Não avançaram | Não avançaram | Não avançaram |
| 39                | Kacper Lesiak           | Polónia              | 339.85       | 39           | Não avançaram | Não avançaram | Não avançaram | Não avançaram |
| 40                | Emanuel Vázquez         | Porto Rico           | 332.50       | 40           | Não avançaram | Não avançaram | Não avançaram | Não avançaram |
| 41                | Alexandru Avasiloae     | Roménia              | 331.25       | 41           | Não avançaram | Não avançaram | Não avançaram | Não avançaram |
| 42                | Sandro Melikidze        | Geórgia              | 327.80       | 42           | Não avançaram | Não avançaram | Não avançaram | Não avançaram |
| 43                | Bryden Hattie           | Canadá               | 326.30       | 43           | Não avançaram | Não avançaram | Não avançaram | Não avançaram |
| 44                | David Ekdahl            | Suécia               | 325.05       | 44           | Não avançaram | Não avançaram | Não avançaram | Não avançaram |
| 45                | Jake Passmore           | Irlanda              | 319.65       | 45           | Não avançaram | Não avançaram | Não avançaram | Não avançaram |
| 46                | Theofilos Afthinos      | Grécia               | 305.60       | 46           | Não avançaram | Não avançaram | Não avançaram | Não avançaram |
| 47                | Jesús González          | Venezuela            | 305.45       | 47           | Não avançaram | Não avançaram | Não avançaram | Não avançaram |
| 48                | Yohan Eskrick-Parkinson | Jamaica              | 299.35       | 48           | Não avançaram | Não avançaram | Não avançaram | Não avançaram |
| 49                | David Ledinski          | Croácia              | 297.35       | 49           | Não avançaram | Não avançaram | Não avançaram | Não avançaram |
| 50                | Chawanwat Juntaphadawon | Tailândia            | 295.75       | 50           | Não avançaram | Não avançaram | Não avançaram | Não avançaram |
| 51                | Alberto Arévalo         | Espanha              | 294.25       | 51           | Não avançaram | Não avançaram | Não avançaram | Não avançaram |
| 52                | Adityo Restu Putra      | Indonésia            | 291.40       | 52           | Não avançaram | Não avançaram | Não avançaram | Não avançaram |
| 53                | Elias Petersen          | Suécia               | 285.50       | 53           | Não avançaram | Não avançaram | Não avançaram | Não avançaram |
| 54                | Diego Carquín           | Chile                | 278.35       | 54           | Não avançaram | Não avançaram | Não avançaram | Não avançaram |
| 55                | Frandiel Gómez          | República Dominicana | 278.00       | 55           | Não avançaram | Não avançaram | Não avançaram | Não avançaram |
| 56                | Curtis Yuen             | Hong Kong            | 277.35       | 56           | Não avançaram | Não avançaram | Não avançaram | Não avançaram |
| 57                | Maori Pomeroy-Farrell   | Fiji                 | 276.45       | 57           | Não avançaram | Não avançaram | Não avançaram | Não avançaram |
| 58                | Jesús Liranzo           | Peru                 | 275.00       | 58           | Não avançaram | Não avançaram | Não avançaram | Não avançaram |
| 59                | Donato Neglia           | Chile                | 274.35       | 59           | Não avançaram | Não avançaram | Não avançaram | Não avançaram |
| 60                | Mohab Ishak             | Egito                | 268.30       | 60           | Não avançaram | Não avançaram | Não avançaram | Não avançaram |
| 61                | Mohamed Farouk          | Egito                | 266.60       | 61           | Não avançaram | Não avançaram | Não avançaram | Não avançaram |
| 62                | Tri Anggoro Priambodo   | Indonésia            | 258.55       | 62           | Não avançaram | Não avançaram | Não avançaram | Não avançaram |
| 63                | Martynas Lisauskas      | Lituânia             | 246.05       | 63           | Não avançaram | Não avançaram | Não avançaram | Não avançaram |
| 64                | Athanasios Tsirikos     | Grécia               | 235.30       | 64           | Não avançaram | Não avançaram | Não avançaram | Não avançaram |
| 65                | Hemam London Singh      | Índia                | 234.75       | 65           | Não avançaram | Não avançaram | Não avançaram | Não avançaram |
| 66                | Sebastian Konecki       | Lituânia             | 222.60       | 66           | Não avançaram | Não avançaram | Não avançaram | Não avançaram |
| 67                | Abdulrahman Abbas       | Kuwait               | 215.55       | 67           | Não avançaram | Não avançaram | Não avançaram | Não avançaram |
| 68                | Gabriel Gilbert Daim    | Malásia              | Não iniciou  | Não iniciou  | Não iniciou   | Não iniciou   | Não iniciou   | Não iniciou   |